# U-247
| U-247                      | U-247                                                          | U-247                                                          |
| -------------------------- | -------------------------------------------------------------- | -------------------------------------------------------------- |
|                            |                                                                |                                                                |
|                            |                                                                |                                                                |
|                            |                                                                |                                                                |
| Під прапором               | Третій рейх                                                    | Третій рейх                                                    |
| Спуск на воду              | 23 вересня 1943 року                                           | 23 вересня 1943 року                                           |
| Виведений зі складу флоту  | 1 вересня 1944 року                                            | 1 вересня 1944 року                                            |
| Сучасний статус            | затоплений                                                     | затоплений                                                     |
| Проєкт                     |                                                                |                                                                |
| Тип ПЧ                     | Торпедний ДПЧ                                                  | Торпедний ДПЧ                                                  |
| Основні характеристики     |                                                                |                                                                |
| Швидкість (надводна)       | 17,7 вузла                                                     | 17,7 вузла                                                     |
| Швидкість (підводна)       | 7,6 вузла                                                      | 7,6 вузла                                                      |
| Робоча глибина занурення   | 100 м                                                          | 100 м                                                          |
| Гранична глибина занурення | 220 м                                                          | 220 м                                                          |
| Екіпаж                     | 44 особи                                                       | 44 особи                                                       |
| Розміри                    |                                                                |                                                                |
| Довжина найбільша (по КВЛ) | 67,1 м                                                         | 67,1 м                                                         |
| Ширина корпусу найб.       | 6,2 м                                                          | 6,2 м                                                          |
| Висота                     | 9,6 м                                                          | 9,6 м                                                          |
| Середня осадка (по КВЛ)    | 4,70 м                                                         | 4,70 м                                                         |
| Водотоннажність надводна   | 769 т                                                          | 769 т                                                          |
| Озброєння                  |                                                                |                                                                |
| Артилерія                  | одна палубна гармата калібру 88-мм, одна 20-мм зенітна гармата | одна палубна гармата калібру 88-мм, одна 20-мм зенітна гармата |
| Торпедно- мінне озброєння  | 4 носових і один кормовий ТА. 14 торпед або 26 мін             | 4 носових і один кормовий ТА. 14 торпед або 26 мін             |

U-247 — німецький підводний човен типу VIIC, часів  Другої світової війни.
Замовлення на будівництво човна було віддане 5 червня 1941 року. Човен був закладений на верфі суднобудівної компанії «F. Krupp Germaniawerft AG» у місті Кіль 16 грудня 1942 року під заводським номером 681, спущений на воду 23 вересня 1943 року. 23 жовтня 1943 року увійшов до складу 5-ї флотилії. Також за час служби входив до складу 1-ї флотилії. Єдиним командиром човна був оберлейтенант-цур-зее Гергард Мачулат.
Човен зробив 2 бойових походи, в яких потопив 1 судно.
Потоплений 1 вересня 1944 у Англійському каналі біля Лендс-Енд (49°54′ пн. ш. 05°49′ зх. д. / 49.900° пн. ш. 5.817° зх. д.) глибинними бомбами канадських фрегатів «Сейнт Джон» та «Суонсі». Всі 52 члени екіпажу загинули.

## Потоплені та пошкоджені кораблі[3]
| Назва       | Тип     | Належність      | Дата         | Тоннаж (БРТ) | Вантаж | Статус    | Місце                                                      |
| Noreen Mary | траулер | Велика Британія | 5 липня 1944 | 207          | Баласт | потоплено | 58°30′ пн. ш. 05°23′ зх. д. / 58.500° пн. ш. 5.383° зх. д. |